# Fergana Challenger 2007
Il Fergana Challenger 2007 è stato un torneo di tennis facente parte della categoria ATP Challenger Series nell'ambito dell'ATP Challenger Series 2007. Il torneo si è giocato a Fergana in Uzbekistan dal 21 al 27 maggio 2007 su campi in cemento.

## Vincitori

### Singolare
Antony Dupuis ha battuto in finale  Pavel Chekhov con il punteggio di 6–1, 6–4

### Doppio
Daniel Brands /  John-Paul Fruttero hanno battuto in finale  Lukáš Rosol /  Martin Slanar con il punteggio di 7–6(1), 7–5